# Voacanga africana
Voacanga africana Stapf, 1894 è un piccolo albero tropicale della famiglia Apocynaceae.

## Descrizione
L'albero produce fiori gialli o bianchi, che diventano delle bacche contenenti semi gialli. La corteccia e i semi di questa pianta contengono voacangina, che è un alcaloide  di tipo ibogainico. In Africa occidentale vengono utilizzati come veleno e come stimolante, afrodisiaco e psicoattivo.

Il tronco si estende dai  2 ai 30 cm in diametro e fino a 6 metri in altezza, la corteccia è di color grigio-marrone pallido, e presenta alla base delle fenditure dalle quali fuoriesce del lattice.

Il carpello è connesso alla base solo da un disco a forma di anello che misura 1 mm di diametro, e contiene circa 200 ovuli. I semi sono spesso di colore marrone scuro, opachi, e venati.

## Distribuzione e habitat
La pianta è diffusa nell'Africa tropicale, sia nel continente sia nelle isole del Golfo di Guinea, e cresce sui terreni boschivi, o in zone poste vicino a un fiume, oppure nelle zone umide della savana